# Guaraçaí
Guaraçaí – miasto i gmina w Brazylii, w stanie São Paulo. Znajduje się w mezoregionie Araçatuba i mikroregionie Andradina.